# Apeadero de Fazenda
El Apeadero de Fazenda es una estación ferroviaria desactivada de la Línea del Este, que servía a la zona de Fazenda, en el Distrito de Portalegre, en Portugal.

## Historia
Esta plataforma se encuentra en el tramo entre Abrantes y Crato de la Línea del Este, que fue abierto por la Compañía Real de los Caminhos de Ferro Portugueses el 6 de marzo de 1866.